# فردهم (كامبريدجشير)
فردهم (بالإنجليزية: Fordham, Cambridgeshire)‏ هي قرية و أبرشية مدنية تقع في المملكة المتحدة في إنجلترا. يقدر عدد سكانها بـ 2,712 نسمة .